# L'Océantume
 (août 2023).
L’Océantume est un roman de Réjean Ducharme paru en 1968.
Le titre est un jeu de mots à partir d'"amertume", où océan remplace "mer".

## Résumé
Le roman raconte la vie d'une petite fille, Iode Ssouvie. Entourée de sa famille (une mère alcoolique, un père misanthrope et un frère handicapé) qui habite un bateau échoué sur les rives du Saint-Laurent, livrée à elle-même, l'héroïne jouit d'une grande liberté qui lui permet de porter un jugement acéré sur un monde qu'elle transforme par son imagination.
Malgré sa féroce volonté d'indépendance, elle fait la connaissance de sa jeune voisine Asie Azothe, dont elle tombe amoureuse. La complicité des deux amies pousse Iode, depuis toujours rebelle, à multiplier les coups d'éclat et les défis à l'autorité, notamment envers son professeur qu'elle traite de « grosse valétudinaire ». Incarcérée dans une maison de correction, Iode séduit une des responsables et s'enfuit avec elle en France. Après quelques mois, déçue, elle rentre au bercail, mais ne s'assagit pas pour autant. Une dernière fugue irréfléchie, dans laquelle elle entraîne son frère, est considérée par les autorités comme un enlèvement d'Asie Azothe et conduit l'héroïne à un point de non-retour.